# Брук Эшли
Брук Эшли (англ. Brooke Ashley, род. 5 мая 1973 года) — сценический псевдоним американской порноактрисы южно-корейского происхождения Энн Мари Боллоуи (англ. Anne Marie Ballowe).
Эшли пришла в порноиндустрию в 1991 году в возрасте 18 лет. Там она проработала до 29 марта 1998 года, пока у неё не диагностировали ВИЧ. По её словам она заразилась от Марка Уаллиса на съёмках фильма The World’s Biggest Anal Gangbang, в котором она установила мировой рекорд по количеству партнёров, с которыми она занималась анальным сексом за один раз (50 человек). После обнаружения у себя ВИЧ Эшли подала в суд на всех, кто хоть как-то был связан со съёмками этого фильма.
22 марта 1998 года она снялась в эпизоде документального сериала MTV «Правда жизни» о порноиндустрии.
20 июля 2005 года Эшли вернулась в порнобизнес, снявшись в фильме режиссёра Эда Пауэрса Dirty Debutantes 328. В фильме она занималась сексом со своим парнем Эдди Вудом, который также болен ВИЧ.